# Atletism la Jocurile Olimpice de vară din 2024

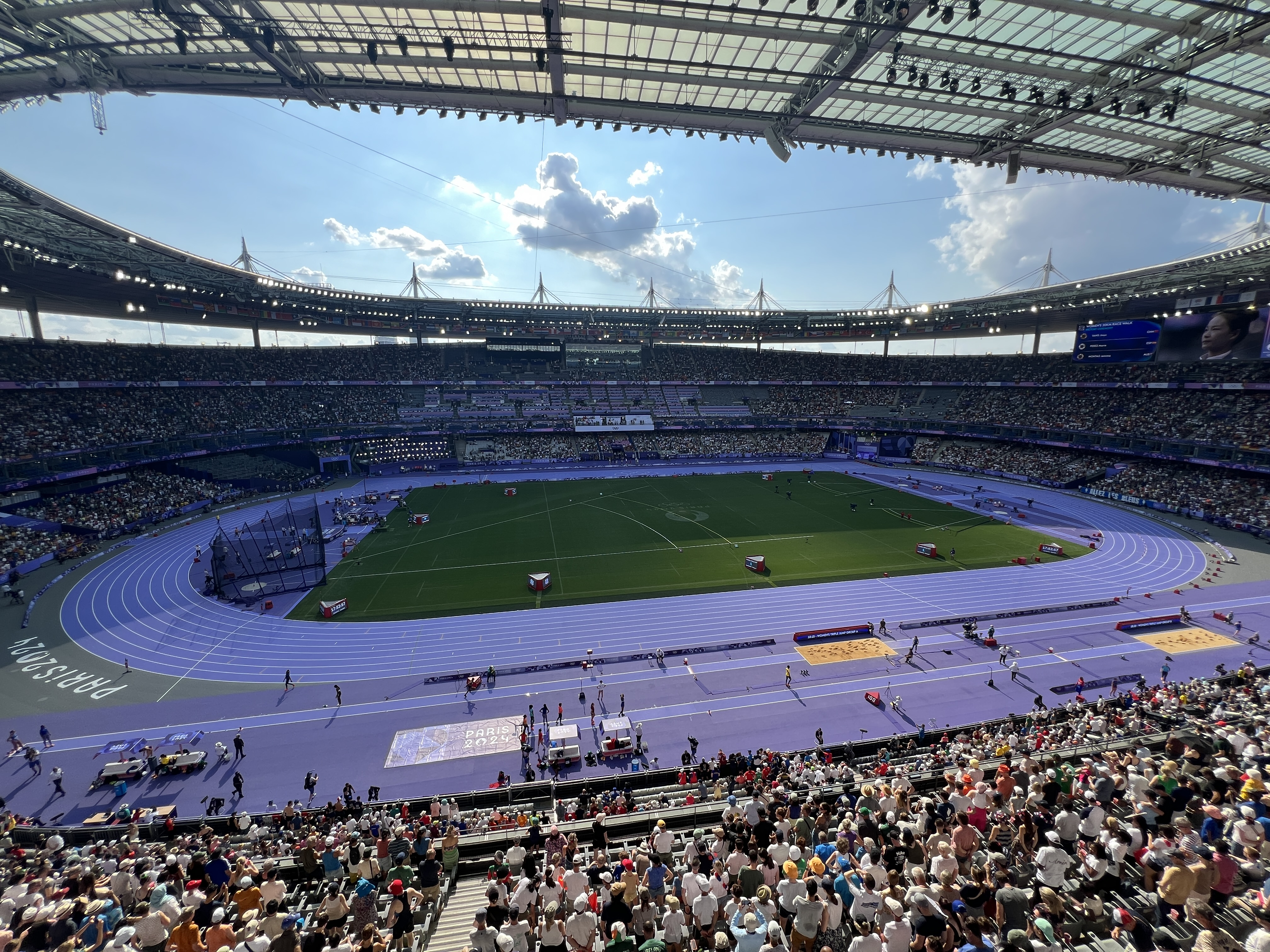
Stade de France

Probele sportive de atletism la Jocurile Olimpice de vară din 2024 s-au desfășurat în ultimele 11 zile ale competiției, adică în perioada 1-11 august 2024 la Paris, Franța, pe Stade de France, Pont d'Iéna (probele de marș), Hôtel de Ville și Hôtel des Invalides, ca loc de pornire și sosire pentru probele de maraton.

## Probe sportive

### Masculin
| Probă sportivă | Aur | Aur         | Argint                                                                                 | Argint     | Bronz | Bronz       |
| 100 m detalii | Noah Lyles (USA)                                                                                                 | 9,79 PB     | Kishane Thompson (JAM)                                                                 | 9,79       | Fred Kerley (USA) | 9,81 SB     |
| 200 m detalii | Letsile Tebogo (BOT)                                                                                             | 19,46 RC    | Kenny Bednarek (USA)                                                                   | 19,62      | Noah Lyles (USA) | 19,70       |
| 400 m detalii | Quincy Hall (USA)                                                                                                | 43,40 PB    | Matthew Hudson-Smith (GBR)                                                             | 43,44 RE   | Muzala Samukonga (ZAM) | 43,74 RN    |
| 800 m detalii | Emmanuel Wanyonyi (KEN)                                                                                          | 1:41,19 PB  | Marco Arop (CAN)                                                                       | 1:41,20 RC | Djamel Sedjati (ALG) | 1:41,50     |
| 1.500 m detalii | Cole Hocker (USA)                                                                                                | 3:27,65 RO  | vară din 2024 (GBR)                                                                    | 3:27,79 RN | Yared Nuguse (USA) | 3:27,80 PB  |
| 5.000 m detalii | Jakob Ingebrigtsen (NOR)                                                                                         | 13:13,16 SB | Ronald Kwemoi (KEN)                                                                    | 13:15,04   | Grant Fisher (USA) | 13:15,13    |
| 10.000 m detalii | Joshua Cheptegei (UGA)                                                                                           | 26:43,14 RO | Berihu Aregawi (ETH)                                                                   | 26:43,44   | Grant Fisher (USA) | 26:43,46 SB |
| 110 m garduri detalii | Grant Holloway (USA)                                                                                             | 12,99       | Daniel Roberts (USA)                                                                   | 13,09      | Rasheed Broadbell (JAM) | 13,09 SB    |
| 400 m garduri detalii | Rai Benjamin (USA)                                                                                               | 46,46 =SB   | Karsten Warholm (NOR)                                                                  | 47,06      | Alison dos Santos (BRA) | 47,26       |
| 3.000 m obstacole detalii | Soufiane El Bakkali (MAR)                                                                                        | 8:06,05 SB  | Kenneth Rooks (USA)                                                                    | 8:06,41 PB | Abraham Kibiwot (KEN) | 8:06,47 SB  |
| 4×100 m detalii | Canada · Aaron Brown · Jerome Blake · Brendon Rodney · Andre De Grasse                                           | 37,50 RC    | Africa de Sud · Bayanda Walaza · Shaun Maswanganyi · Bradley Nkoana · Akani Simbine    | 37,57 RC   | Marea Britanie · Jeremiah Azu · Louie Hinchliffe · Nethaneel Mitchell-Blake · Zharnel Hughes · Richard Kilty*                | 37,61 SB    |
| 4×400 m detalii | Statele Unite ale Americii · Christopher Bailey · Vernon Norwood · Bryce Deadmon · Rai Benjamin · Quincy Wilson* | 2:54,43 RO  | Botswana · Bayapo Ndori · Busang Collen Kebinatshipi · Anthony Pesela · Letsile Tebogo | 2:54,53 RC | Marea Britanie · Alex Haydock-Wilson · Matthew Hudson-Smith · Lewis Davey · Charlie Dobson · Samuel Reardon* · Toby Harries* | 2:55,83 RE  |
| Maraton detalii | Tamirat Tola (ETH)                                                                                               | 2:06:26 RO  | Bashir Abdi (BEL)                                                                      | 2:06:47    | Benson Kipruto (KEN) | 2:07:00     |
| 20 km marș detalii | Brian Pintado (ECU)                                                                                              | 1:18:55     | Caio Bonfim (BRA)                                                                      | 1:19:09    | Álvaro Martín (ESP) | 1:19:11     |
| Săritura în înălțime detalii | Hamish Kerr (NZL)                                                                                                | 2,36 m =RC  | Shelby McEwen (USA)                                                                    | 2,36 m PB  | Mutaz Barsham (QAT) | 2,34 m SB   |
| Săritura cu prăjina detalii | Armand Duplantis (SWE)                                                                                           | 6,25 m RM   | Sam Kendricks (USA)                                                                    | 5,95 m =SB | Emmanouil Karalis (GRE) | 5,90 m      |
| Săritura în lungime detalii | Miltiadis Tentoglou (GRE)                                                                                        | 8,48 m      | Wayne Pinnock (JAM)                                                                    | 8,36 m     | Mattia Furlani (ITA) | 8,34 m      |
| Triplusalt detalii | Jordan Díaz (ESP)                                                                                                | 17,86 m     | Pedro Pichardo (POR)                                                                   | 17,84 m    | Andy Díaz (ITA) | 17,64 m SB  |
| Aruncarea greutății detalii | Ryan Crouser (USA)                                                                                               | 22,90 m SB  | Joe Kovacs (USA)                                                                       | 22,15 m    | Rajindra Campbell (JAM) | 22,15 m     |
| Aruncarea discului detalii | Rojé Stona (JAM)                                                                                                 | 70,00 m RO  | Mykolas Alekna (LTU)                                                                   | 69,97 m    | Matthew Denny (AUS) | 69,31 m     |
| Aruncarea ciocanului detalii | Ethan Katzberg (CAN)                                                                                             | 84,12 m     | Bence Halász (HUN)                                                                     | 79,97 m    | Mîhailo Kohan (UKR) | 79,39 m     |
| Aruncarea suliței detalii | Arshad Nadeem (PAK)                                                                                              | 92,97 m RO  | Neeraj Chopra (IND)                                                                    | 89,45 m SB | Anderson Peters (GRN) | 88,54 m     |
| Decatlon detalii | Markus Rooth (NOR)                                                                                               | 8796 RN     | Leo Neugebauer (GER)                                                                   | 8748       | Lindon Victor (GRN) | 8711 SB     |
| RA Record african \| AM Record american \| AS Record asiatic \| RE Record european \| OC Record oceanic \| RO Record olimpic \| RM Record mondial \| RN Record național \| SA Record sud-american | |             |                                                                                        |            | |             |

* Atletul a participat doar la calificări, dar a primit o medalie.

### Feminin
| Probă sportivă | Aur | Aur        | Argint | Argint      | Bronz | Bronz       |
| 100 m detalii | Julien Alfred (LCA) | 10,72 RN   | Sha'Carri Richardson (USA)                                                                                             | 10,87       | Melissa Jefferson (USA) | 10,92       |
| 200 m detalii | Gabrielle Thomas (USA) | 21,83      | Julien Alfred (LCA) | 22,08       | Brittany Brown (USA) | 22,20       |
| 400 m detalii | Marileidy Paulino (DOM) | 48,17 RO   | Salwa Eid Naser (BHR)                                                                                                  | 48,53 SB    | Natalia Kaczmarek (POL) | 48,98       |
| 800 m detalii | Keely Hodgkinson (GBR) | 1:56,72    | Tsige Duguma (ETH) | 1:57,15 PB  | Mary Moraa (KEN) | 1:57,42     |
| 1.500 m detalii | Faith Kipyegon (KEN) | 3:51,29 RO | Jessica Hull (AUS) | 3:52,56     | Georgia Bell (GBR) | 3:52,61 RN  |
| 5.000 m detalii | Beatrice Chebet (KEN) | 14:28,56   | Faith Kipyegon (KEN)                                                                                                   | 14:30,61 SB | Sifan Hassan (NED) | 14:30,61 SB |
| 10.000 m detalii | Beatrice Chebet (KEN) | 30:43,25   | Nadia Battocletti (ITA)                                                                                                | 30:43,35 RN | Sifan Hassan (NED) | 30:44,12 SB |
| 100 m garduri detalii | Masai Russell (USA) | 12,33      | Cyréna Samba-Mayela (FRA)                                                                                              | 12,34       | Jasmine Camacho-Quinn (PUR) | 12,36       |
| 400 m garduri detalii | Sydney McLaughlin-Levrone (USA) | 50,37 RM   | Anna Cockrell (USA) | 51,87 PB    | Femke Bol (NED) | 52,15       |
| 3.000 m obstacole detalii | Winfred Yavi (BRN) | 8:52,76 RO | Peruth Chemutai (UGA)                                                                                                  | 8:53,34 RN  | Faith Cherotich (KEN) | 8:55,15 PB  |
| 4×100 m detalii | Statele Unite ale Americii · Melissa Jefferson · Twanisha Terry · Gabrielle Thomas · Sha'Carri Richardson                                                     | 41,78 SB   | Marea Britanie · Dina Asher-Smith · Imani-Lara Lansiquot · Amy Hunt · Daryll Neita · Bianca Williams* · Desirèe Henry* | 41,85       | Germania · Alexandra Burghardt · Lisa Mayer · Gina Lückenkemper · Rebekka Haase · Sophia Junk*                                                          | 41,97 SB    |
| 4×400 m detalii | Statele Unite ale Americii · Shamier Little · Sydney McLaughlin-Levrone · Gabrielle Thomas · Alexis Holmes · Quanera Hayes* · Aaliyah Butler* · Kaylyn Brown* | 3:15,27 RC | Olanda · Lieke Klaver · Cathelijn Peeters · Lisanne de Witte · Femke Bol · Eveline Saalberg* · Myrte van der Schoot*   | 3:19,50 RE  | Marea Britanie · Victoria Ohuruogu · Laviai Nielsen · Nicole Yeargin · Amber Anning · Yemi Mary John* · Hannah Kelly* · Jodie Williams* · Lina Nielsen* | 3:19,72 RN  |
| Maraton detalii | Sifan Hassan (NED) | 2:22:55 RO | Tigst Assefa (ETH) | 2:22:58     | Hellen Obiri (KEN) | 2:23:10 PB  |
| 20 km marș detalii | Yang Jiayu (CHN) | 1:25:54    | María Pérez (ESP) | 1:26:19     | Jemima Montag (AUS) | 1:26:25 OM  |
| Săritura în înălțime detalii | Iaroslava Mahucih (UKR) | 2,00 m     | Nicola Olyslagers (AUS)                                                                                                | 2,00 m      | Eleanor Patterson (AUS) | 1,95 m =SB  |
| Săritura în înălțime detalii | Iaroslava Mahucih (UKR) | 2,00 m     | Nicola Olyslagers (AUS)                                                                                                | 2,00 m      | Irina Herașcenko (UKR) | 1,95 m =SB  |
| Săritura cu prăjina detalii | Nina Kennedy (AUS) | 4,90 m SB  | Katie Moon (USA) | 4,85 m =SB  | Alysha Newman (CAN) | 4,85 m RN   |
| Săritura în lungime detalii | Tara Davis-Woodhall (USA) | 7,10 m     | Malaika Mihambo (GER)                                                                                                  | 6,98 m      | Jasmine Moore (USA) | 6,96 m      |
| Triplusalt detalii | Thea LaFond (DMA) | 15,02 m RN | Shanieka Ricketts (JAM)                                                                                                | 14,87 m SB  | Jasmine Moore (USA) | 14,67 m SB  |
| Aruncarea greutății detalii | Yemisi Ogunleye (GER) | 20,00 m    | Maddi Wesche (NZL) | 19,86 m PB  | Song Jiayuan (CHN) | 19,32 m     |
| Aruncarea discului detalii | Valarie Allman (USA) | 69,50 m    | Feng Bin (CHN) | 67,51 m     | Sandra Elkasević (CRO) | 67,51 m SB  |
| Aruncarea ciocanului detalii | Camryn Rogers (CAN) | 76,97 m    | Annette Echikunwoke (USA)                                                                                              | 75,48 m SB  | Zhao Jie (CHN) | 74,27 m     |
| Aruncarea suliței detalii | Haruka Kitaguchi (JPN) | 65,80 m SB | Jo-Ane van Dyk (RSA)                                                                                                   | 63,93 m     | Nikola Ogrodníková (CZE) | 63,68 m SB  |
| Heptatlon detalii | Nafissatou Thiam (BEL) | 6880       | Katarina Johnson-Thompson (GBR)                                                                                        | 6844        | Noor Vidts (BEL) | 6707        |
| RA Record african \| AM Record american \| AS Record asiatic \| RE Record european \| OC Record oceanic \| RO Record olimpic \| RM Record mondial \| RN Record național \| SA Record sud-american | |            | |             | |             |

* Atleta a participat doar la calificări, dar a primit o medalie.

### Mixt
| Probă sportivă | Aur                                                                                         | Aur        | Argint                                                                                      | Argint  | Bronz                                                                                                   | Bronz      |
| 4×400 m detalii | Olanda · Eugene Omalla · Lieke Klaver · Isaya Klein Ikkink · Femke Bol · Cathelijn Peeters* | 3:07,43 RE | Statele Unite ale Americii · Vernon Norwood · Shamier Little · Bryce Deadmon · Kaylyn Brown | 3:07,74 | Marea Britanie · Samuel Reardon · Laviai Nielsen · Alex Haydock-Wilson · Amber Anning · Nicole Yeargin* | 3:08,01 SB |
| Maraton marș detalii | Spania · Álvaro Martín · María Pérez                                                        | 2:50:31    | Ecuador · Brian Pintado · Glenda Morejón                                                    | 2:51:22 | Australia · Rhydian Cowley · Jemima Montag                                                              | 2:51:38    |
| RA Record african \| AM Record american \| AS Record asiatic \| RE Record european \| OC Record oceanic \| RO Record olimpic \| RM Record mondial \| RN Record național \| SA Record sud-american |                                                                                             |            |                                                                                             |         | |            |

* Atletul a participat doar la calificări, dar a primit o medalie.

## Clasament pe medalii
| Loc   | Țară                       | Aur | Argint | Bronz | Total |
| ----- | -------------------------- | --- | ------ | ----- | ----- |
| 1     | Statele Unite ale Americii | 14  | 11     | 9     | 34    |
| 2     | Kenya                      | 4   | 2      | 5     | 11    |
| 3     | Canada                     | 3   | 1      | 1     | 5     |
| 4     | Olanda                     | 2   | 1      | 3     | 6     |
| 5     | Spania                     | 2   | 1      | 1     | 4     |
| 6     | Norvegia                   | 2   | 1      | –     | 3     |
| 7     | Marea Britanie             | 1   | 4      | 5     | 10    |
| 8     | Jamaica                    | 1   | 3      | 2     | 6     |
| 9     | Etiopia                    | 1   | 3      | –     | 4     |
| 10    | Australia                  | 1   | 2      | 4     | 7     |
| 11    | Germania                   | 1   | 2      | 1     | 4     |
| 12    | China                      | 1   | 1      | 2     | 4     |
| 13    | Belgia                     | 1   | 1      | 1     | 3     |
| 14    | Bahrain                    | 1   | 1      | –     | 2     |
| 14    | Botswana                   | 1   | 1      | –     | 2     |
| 14    | Ecuador                    | 1   | 1      | –     | 2     |
| 14    | Noua Zeelandă              | 1   | 1      | –     | 2     |
| 14    | Sfânta Lucia               | 1   | 1      | –     | 2     |
| 14    | Uganda                     | 1   | 1      | –     | 2     |
| 20    | Ucraina                    | 1   | –      | 2     | 3     |
| 21    | Grecia                     | 1   | –      | 1     | 2     |
| 22    | Dominica                   | 1   | –      | –     | 1     |
| 22    | Republica Dominicană       | 1   | –      | –     | 1     |
| 22    | Japonia                    | 1   | –      | –     | 1     |
| 22    | Maroc                      | 1   | –      | –     | 1     |
| 22    | Pakistan                   | 1   | –      | –     | 1     |
| 22    | Suedia                     | 1   | –      | –     | 1     |
| 28    | Africa de Sud              | –   | 2      | –     | 2     |
| 29    | Italia                     | –   | 1      | 2     | 3     |
| 30    | Brazilia                   | –   | 1      | 1     | 2     |
| 31    | Franța                     | –   | 1      | –     | 1     |
| 31    | India                      | –   | 1      | –     | 1     |
| 31    | Lituania                   | –   | 1      | –     | 1     |
| 31    | Portugalia                 | –   | 1      | –     | 1     |
| 31    | Ungaria                    | –   | 1      | –     | 1     |
| 36    | Grenada                    | –   | –      | 2     | 2     |
| 37    | Algeria                    | –   | –      | 1     | 1     |
| 37    | Qatar                      | –   | –      | 1     | 1     |
| 37    | Croația                    | –   | –      | 1     | 1     |
| 37    | Polonia                    | –   | –      | 1     | 1     |
| 37    | Puerto Rico                | –   | –      | 1     | 1     |
| 37    | Zambia                     | –   | –      | 1     | 1     |
| 37    | Cehia                      | –   | –      | 1     | 1     |
| Total | Total                      | 48  | 48     | 49    | 145   |